# Nebrídio de Narbona
Nebrídio ou Infrídio (em latim: Imphridius ou Nimphridius) foi um religioso católico franco. Foi enviado por Carlos Magno para criar, com a ajuda de Bento de Aniane, a abadia de Lagrasse, sendo seu primeiro abade local. Mais tarde tornar-se-ia arcebispo de Narbona.  Nebrídio foi uma grande figura do mundo religioso da sua época e teve ligações, além de Bento de Aniane, com Alcuíno e os arcebispos Leidrade e Agobardo.